# نين

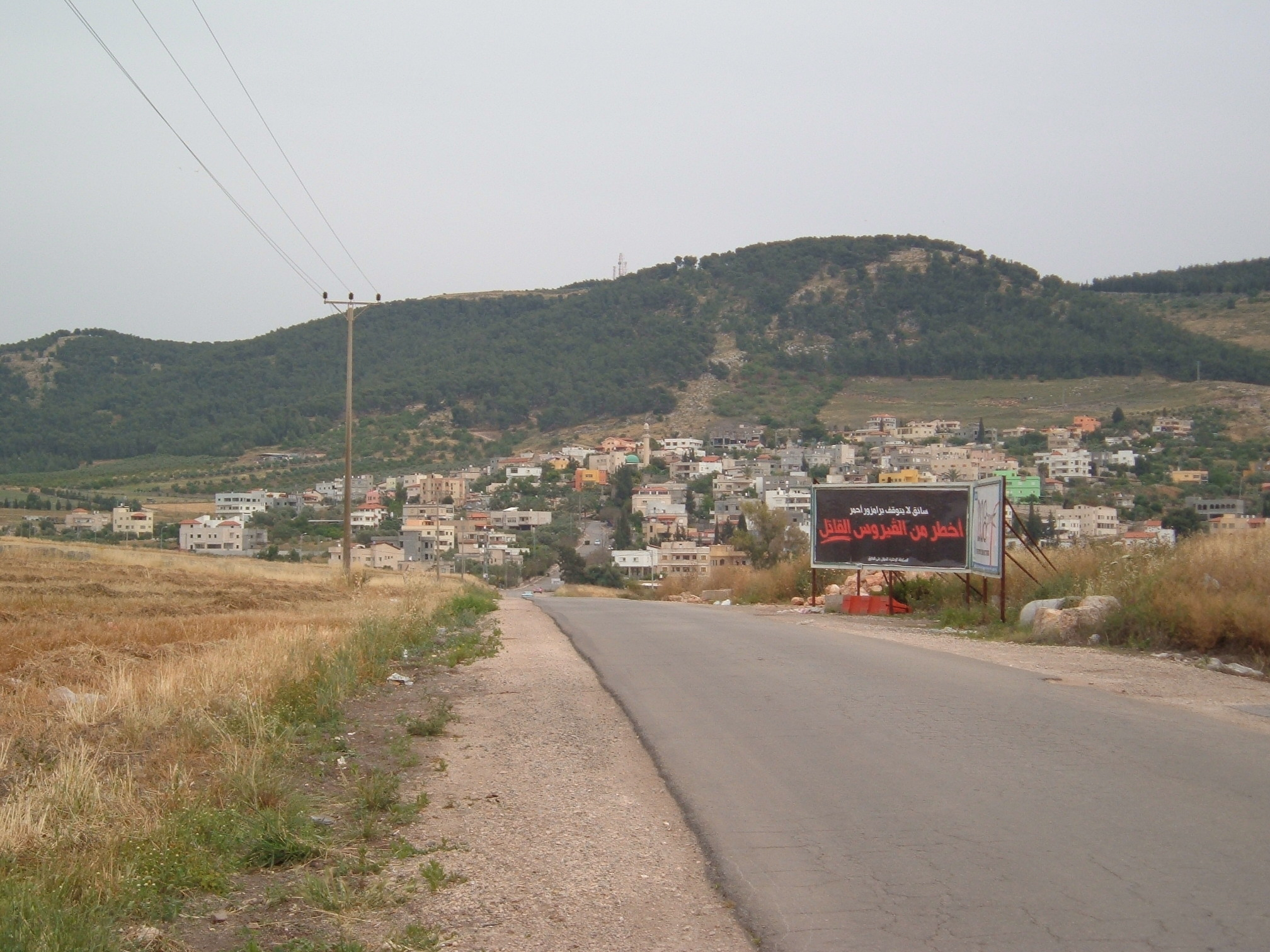
مدخل بلدة نين

نين (بالعبرية:ניין) قرية عربية في فلسطين المحتلة يبلغ عدد سكانها حوالي 2127 نسمة. القرى المجاورة لقرية نين هي الدحي والناعورة وطمرة وسولم.
تقع 8 كيلومترات جنوب شرق الناصرة وشمال جبل الدحي. يبلغ ارتفاعها عن سطح البحر 250 مترا. مساحة أراضيها 4687 دونماً، تحيط بها أراضي قرى المرج وسولم ودبورية، قدر سكانها سنة 1922 بحوالي 157 نسمة، وفي عام 1945 حوالي 270 نسمة. كان عددهم في سنة النكبة 1948 حوالي 259 نسمة.
تعتبر بلدة نين مقدسة في المُعتَقَد المسيحي إذ جرى ذكرها في إنجيل لوقا حيث يذكر «وَفِي الْيَوْمِ التَّالِي ذَهَبَ إِلَى مَدِينَةٍ تُدْعَى نَايِينَ، وَذَهَبَ مَعَهُ كَثِيرُونَ مِنْ تَلاَمِيذِهِ وَجَمْعٌ كَثِيرٌ.». فيها مكانَيْن للصلاة كنيسة ابن الأرملة وبجانب الكنيسة مسجد عمر بن الخطاب. ففي القرية موقع أثري قديم يرجع إلى القرن الميلادي الرابع ويحتوي على كنيسة ابن الارملة، تقع في مكان يروى أنه شهد معجزة المسيح حيث أقام ابن أرملة وحيد من تابوته وسلمه حيًا معافى لأمه؛ وبالتالي أطلق على الكنيسة ابن الأرملة - نسبة لإبن الأرملة.

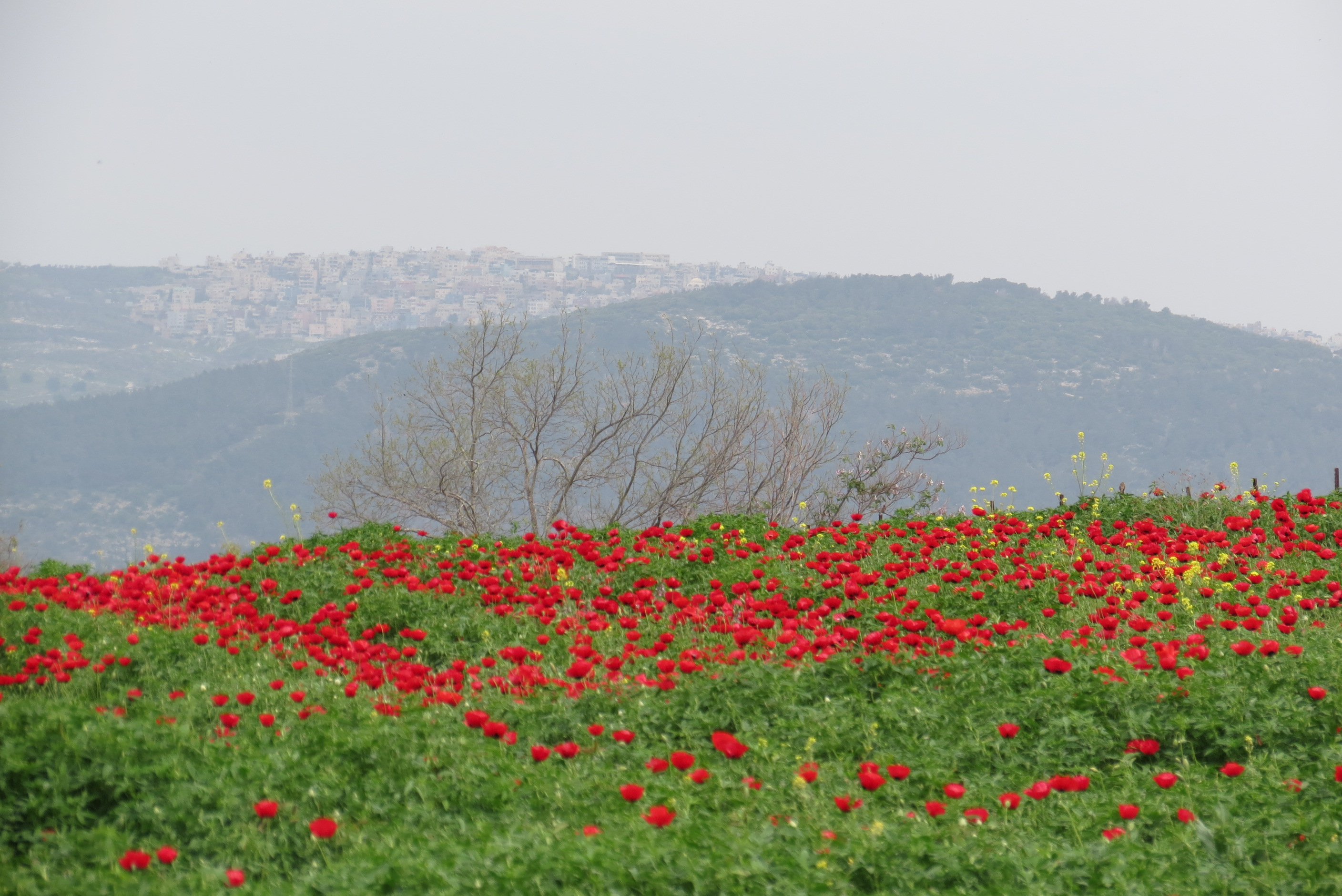
ورد البرقوق في سهول القرية.